# John W. Daniel

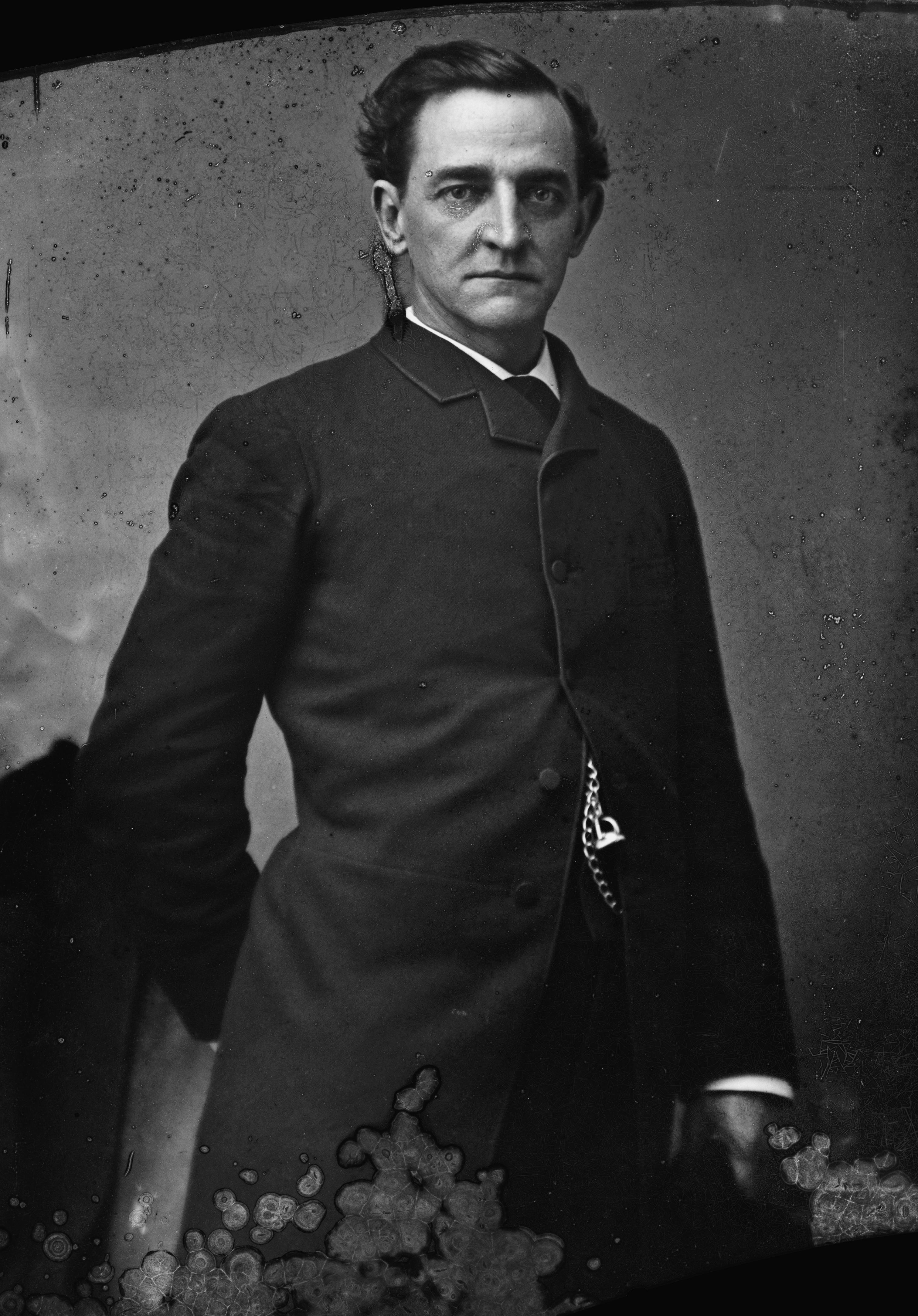
John W. Daniel

John Warwick Daniel, född 5 september 1842 i Lynchburg, Virginia, död 29 juni 1910 i Lynchburg, Virginia, var en amerikansk demokratisk politiker och militär. Han representerade delstaten Virginia i båda kamrarna av USA:s kongress, först i representanthuset 1885-1887 och sedan i senaten från 1887 fram till sin död. Han tjänstgjorde som officer i Amerikas konfedererade staters armé i amerikanska inbördeskriget. Han sårades svårt i slaget i vildmarken och blev känd som The Lame Lion of Lynchburg.
Daniel avancerade till major i CSA:s armé. Han tjänstgjorde som officer i generalmajor Jubal Anderson Earlys stab och deltog i Gettysburgkampanjen år 1863. De skador han drog på sig under slaget i vildmarken år 1864 ledde till en permanent funktionsnedsättning och han kunde inte längre fortsätta sin krigstjänst. Han studerade sedan juridik vid University of Virginia och inledde 1866 sin karriär som advokat i Lynchburg.
Daniel kandiderade i guvernörsvalet i Virginia 1881. Han förlorade mot William E. Cameron som kandiderade för Readjuster Party. Daniel representerade Virginias sjätte distrikt i USA:s representanthus 1885-1887. Han efterträdde 1887 William Mahone som senator för Virginia.
Senator Daniel avled 1910 i ämbetet och gravsattes på Spring Hill Cemetery i Lynchburg.